# Lärkmarionetter
Lärkmarionetter (originaltitel: Skrivánci na niti) är en tjeckoslovakisk svart komedifilm inspelad 1969 i regi av Jiří Menzel. Filmen gjordes under Tjeckoslovakiska nya vågen i kölvattnet av Pragvåren och satiriserar kommunismen. Den ledde till att Menzel begränsades i sitt yrkesutövande och fick inte premiär förrän 1990, efter tjeckoslovakiska kommunistregimens fall.
Filmen tilldelades Guldbjörnen vid Filmfestivalen i Berlin 1990.

## Handling
Filmen följer ett antal personer under 1950-talet, som anklagas för att vara politiska dissidenter i en diktatur och ska uppfostras till att bli arbetande medborgare. Detta görs bland annat vid ett stålverk och en skrot.

## Rollista
- Rudolf Hrušínský - den förtrogne
- Vlastimil Brodský - professorn
- Václav Neckář - Pavel Hvezdár
- Jitka Zelenohorská - Jitka
- Jaroslav Satoranský - Andel, vakt
- Vladimír Smeral - minister
- Ferdinand Kruta - Kudla
- Frantisek Rehák - Drobecek
- Naďa Urbánková - Lenka
- Věra Ferbasová - fånge
- Míla Myslíková - Elza, fånge
- Jirina Štepnicková - Pavels mor